# Verga (traghetto)
Il Verga era una nave traghetto della Classe Poeta, in servizio per la Tirrenia di Navigazione dal 1978 al 1997. In seguito fu ceduto alla greca GA Ferries, prendendo il nome di Dimitroula. Ultima nave della classe Poeta rimasta integra dopo la demolizione della ex Deledda nel 2008, nel 2011 anche la Dimitroula fu demolita.

## Contesto
Gli anni '70 videro un forte incremento del traffico verso le isole maggiori. La Tirrenia, che aveva già messo in servizio tra 1970 e 1971 sei traghetti passeggeri della Classe Poeta e programmava la costruzione di altre otto navi (le unità della futura Classe Strade Romane), decise di anticipare la messa in servizio di due traghetti, facendoli realizzare seguendo lo stesso progetto della Classe Poeta. L'ordine delle due nuove unità fu ufficialmente assegnato all'Italcantieri di Castellammare di Stabia il 24 dicembre 1975.

## Caratteristiche
Il Verga poteva trasportare fino a 1200 passeggeri, per i quali erano disponibili 66 cabine di prima classe (con 158 posti letto in totale), 91 cabine di seconda classe (per un totale di 332 letti) e quattro sale poltrone, con un totale di 176 posti. Gli spazi comuni per i passeggeri comprendevano un cinema con 150 posti, un soggiorno con bar e due tavole calde (una delle quali fu in seguito convertita in ristorante). Il lido e la piscina presenti a poppa sulle precedenti unità della stessa classe furono sostituiti da una tuga contenente una sala poltrone; gli alloggi dell'equipaggio, precedentemente posizionati nel ponte copertino (sotto il garage principale), furono spostati a un ponte più alto, venendo sostituiti da cabine di seconda classe. Disponeva di due garage, uno sul ponte superiore con una capienza di 70 automobili e uno sul ponte principale, che poteva contenere 180 automobili o 41 semirimorchi e 10 automobili. 
Il Verga, così come la gemella Deledda, si differenziava dalle prime sei unità della classe anche per una diversa motorizzazione, che garantiva una maggiore potenza. I motori a due tempi montati sulle unità precedenti furono sostituiti da due motori a quattro tempi semiveloci della Grandi Motori Trieste, collegati agli assi elica con dei riduttori. I motori raggiungevano una potenza complessiva di 19 200 cavalli, consengendo alla nave di raggiungere una velocità di servizio di 21 nodi.
Fu una delle tre unità della classe, insieme al Deledda e alla Leopardi, a non subire l'intervento di innalzamento che interessò gli altri traghetti della serie.

## Servizio

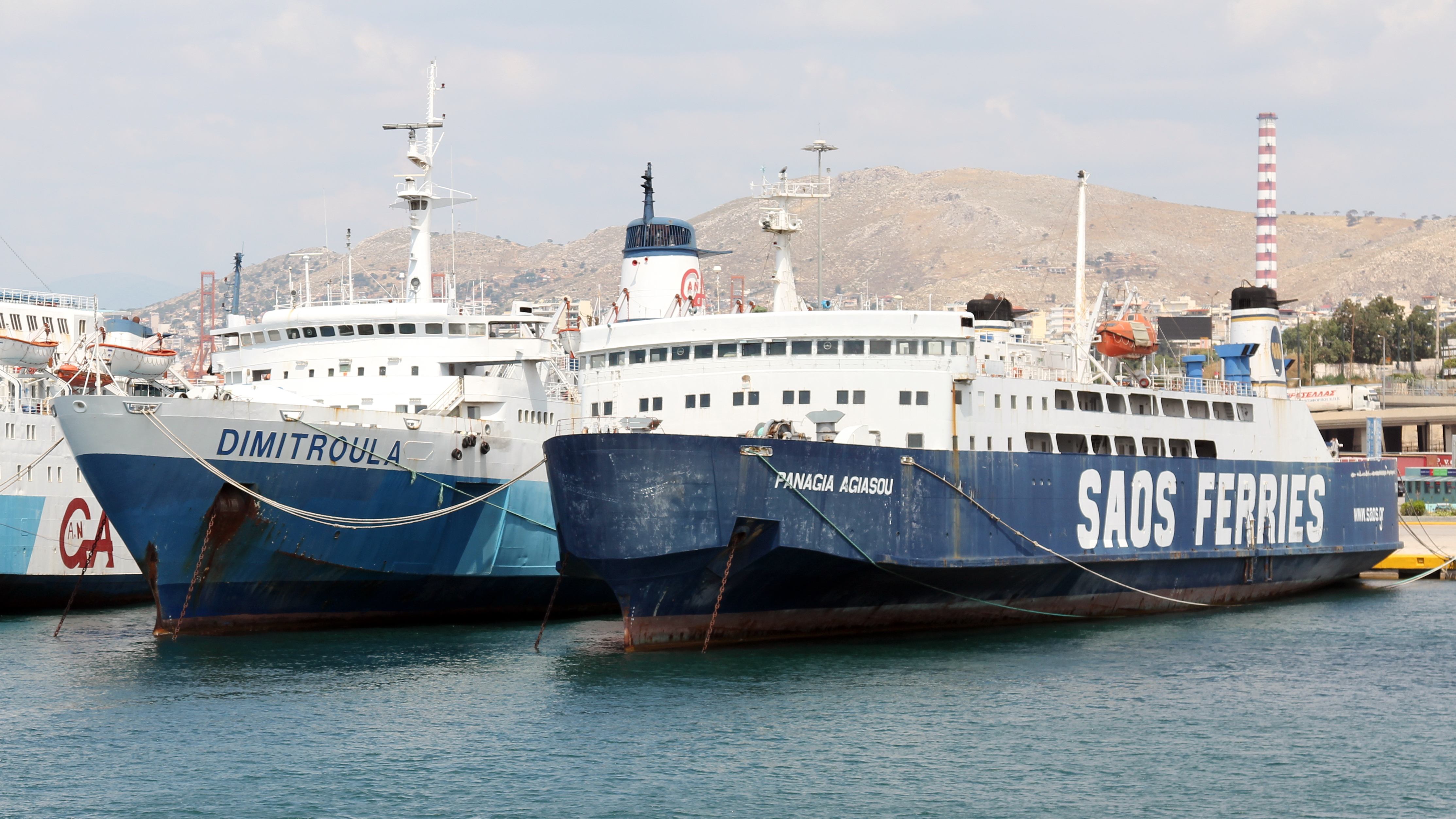
La Dimitroula in disarmo al Pireo, 2011.

Il Verga fu impostato sugli scali del cantiere navale di Castellammare di Stabia il 20 gennaio 1977 e fu varato il 10 settembre 1977. Svolse le prove in mare il 27 settembre 1978 e l'11 ottobre fu consegnata alla Tirrenia, che la mise in servizio insieme alla Deledda sulla Civitavecchia - Olbia, in sostituzione delle unità della classe Città.
Il 20 settembre 1996 la nave fu posta in disarmo, dopo aver prestato servizio sulla Genova - Cagliari nella stagione estiva.
Nel febbraio 1997 il Verga fu venduto alla compagnia di navigazione greca GA Ferries, con sede presso Il Pireo. Fu ribattezzata Dimitroula e inserita sulle rotte tra il Pireo, le Isole Cicladi, le isole del Dodecaneso nel Mar Egeo e la città di Alessandropoli, nel nord della Grecia. In seguito fu impiegata in varie rotte nei collegamenti interni greci.
A partire dall'8 settembre 2008 la nave venne messa in disarmo in seguito a difficoltà economiche della compagnia. Nel 2011 la Dimitroula fu venduta per la demolizione dall'Autorità portuale del Pireo, giungendo nel cantiere di Aliağa, in Turchia, nel settembre dello stesso anno.

## Navi gemelle
- Boccaccio
- Carducci
- Pascoli
- Leopardi
- Petrarca
- Manzoni
- Deledda